# Helena de Freitas
Maria Helena de Freitas (Lisboa, Portugal, 1958) é historiadora de arte, crítica de arte e curadora. Colabora com o Centro Arte Moderna da Fundação Calouste Gulbenkian (CAM), em Lisboa, desde o final dos anos de 1980. Esta colaboração foi interrompida entre 2010-2013, período em que assumiu a direção da Casa das Histórias – Museu Paula Rego, em Cascais, Portugal. Atualmente encontra-se a colaborar nas atividades da Delegação da Fundação Calouste Gulbenkian em Paris, França.

## Percurso
A primeira exposição que Helena de Freitas comissariou no CAM foi a do pintor António Dacosta em 1988. Desde então organizou exposições dedicadas a artistas portugueses como Joaquim Bravo (Trinta e cinco desenhos de Joaquim Bravo, 1988), António Palolo (Antonio Palolo, 1989), Ernesto de Sousa (com Miguel Wandschneider, Ernesto de Sousa: Revolution my body, 1998), Amadeo de Souza-Cardoso (com Catarina Alfaro, Amadeo de Souza Cardoso: Diálogo de vanguardas, 2007), entre outras.
A exposição Amadeo de Souza Cardoso: Diálogo de vanguardas, apresentou a obra de Amadeo de Souza-Cardoso em interação com a obra de artistas da época, tais como Amedeo Modigliani, André Derain, Fernand Léger, Kasimir Malevitch, Marcel Duchamp, Pablo Picasso, entre outros. Foi uma das exposições mais visitadas de sempre nos museus da Fundação Gulbenkian.

## Casa das Histórias - Museu Paula Rego
Sob a direção de Helena de Freitas realizaram-se as seguintes exposições na Casa das Histórias - Museu Paula Rego:
- 2013 As Óperas e a Colecção (17 maio a 13 outubro)
- 2012 Paula Rego - Mood/Humor (1 março a 24 junho)
- 2012 Bruno Pacheco - Mar e Campo em três momentos (1 março a 24 junho)
- 2012 A Fonte das Palavras (13 dezembro a 5 de maio 2013)
- 2012 A Dama Pé de Cabra - Paula Rego e Adriana Molder (7 julho a 28 outubro)
- 2012 Innervisions / Remontagem da Coleção + Dark Skies de Pedro Calapez (7 julho a 5 maio de 2013)
- 2011 O corpo tem mais cotovelos (7 julho a 21 fevereiro de 2012)
- 2011 Oratório (7 julho a 5 fevereiro 2012)
- 2011 Os Anos da Proles Wall (10 fevereiro a 30 junho)
- 2011 My Choice - Obras seleccionadas por Paula Rego na Colecção do British Council (10 fevereiro a 12 junho de 2011)
- 2010 - Paula Rego Anos 70 - Contos Populares e Outras Histórias (9 setembro a 16 janeiro de 2011)
- 2010 - Victor Willing: Uma Retrospectiva (9 setembro a 2 janeiro de 2011)